# PR-HU 49
El PR-HU 49 es una ruta de pequeño recorrido en la Ribagorza, provincia de Huesca, Aragón, España. Empieza en la Güel (desde la casa Pelegrín, enlazando con el GR-18.1) y acaba en Pano (enlace con el GR-1).
El recorrido total son 39,3 km, en torno al valle del Ésera. Las altitudes durante el recorrido oscilan entre los 510 m s. n. m. en Perarrúa y los tanto 940 en Casa Boira de Güel como en Pano.
Enlaza dos senderos de Gran Recorrido (GR): GR-1 y GR-18.1. En su transcurso atraviesa el río Ésera y lo bordea en gran parte de su recorrido posterior.
| Municipios                | Localidades          | Localidades  |
| ------------------------- | -------------------- | ------------ |
| Graus                     | Güel (Casa Boira)    | GR-18.1      |
| Graus                     | Fantova              |              |
| Graus                     | La Puebla de Fantova |              |
| Graus                     | Centenera            |              |
| Santaliestra y San Quílez | Santaliestra         | Santaliestra |
| Perarrúa                  | Besians              | Besians      |
| Perarrúa                  | Perarrúa             |              |
| Perarrúa                  | El Mon               |              |
| Perarrúa                  | Arués                |              |
| Graus                     | Ejep                 | Ejep         |
| Graus                     | Pano                 | GR-1         |